# 闸北镇
闸北镇，是中国安徽省亳州市涡阳县下辖的一个乡镇级行政单位。

## 行政区划
闸北镇共辖以下地区：
涡北居委会、张老家居委会、刘楼村、蔡楼村、郑店村、马棚村、临涡村、涡光村、洼张村、凡桥村、皇店村、李楼村、水牛羊村、席楼村、涡东村、牛庙村、徐广楼村、卢庄村、赵庄村、大田村、鲁庄村、桑楼村。